# Edifici al carrer Sant Josep, 27 (Martorell)
L'Edifici al carrer Sant Josep, 27 és una obra del municipi de Martorell (Baix Llobregat) inclosa en l'Inventari del Patrimoni Arquitectònic de Catalunya.

## Descripció
Es tracta d'un edifici entre mitgeres, planta quadrada, planta baixa i dos pisos. Composició simètrica a partir dels buits de planta baixa que tenen continuïtat en el darrer pis. Arcs carpanells molt rebaixats tant a l'accés de l'edifici com a la galeria correguda i balustrada de balustres ceràmiques. Muntants sobre sortits en portes i finestres. L'embigat i sota coberta és original. Petita cornisa amb dentellons. Fusteria fusta, persianes de llibret. Façana restaurada i pintada.

## Història
Aquest edifici part (finals s. XIX) d'un conjunt industrial. Les reformes que s'hi van fer afectaren principalment a l'interior de l'immoble.